# Донская (станция)
Донская — железнодорожная станция Волгоградского региона Приволжской железной дороги, конечная станция линии Мариновка — Донская. Расположена на территории города Калач-на-Дону Волгоградской области.

## История
Станция Донская открыта в 1862 году в составе Волго-Донской железной дороги, как конечная на линии от Царицына до казачьего хутора Калач. Находясь в месте наибольшего сближения крупных судоходных артерий — рек Волги и Дона, Донская стала важным перевалочным узлом грузоперевозок Российской империи, «станцией трёх морей», обеспечивавшей транспортировку леса, зерна, железа, рыбы и продукции лёгкой промышленности. Для обеспечения работы станции были построены вокзал, каменное здание паровозного депо с поворотным кругом, сарай для вагонов, водопровод, восемь деревянных жилых домов. После ввода в эксплуатацию Грязе-Царицынской (в 1871 году) и Восточно-Донецкой (в 1900 году) железных дорог грузооборот станции Донская значительно снизился и она утратила своё прежнее значение.
В 2022 году возле здания вокзала установлен уличный экран с мультимедийной экспозицией «Исторический багаж», содержащей информацию об истории станции Донская и города Калач-на-Дону.

## Деятельность

### Пассажироперевозки
- Пригородный поезд Суровикинского направления № 6602 Донская — Волгоград I, расписание на сайте вокзала Волгоград I.
- Пригородный поезд Суровикинского направления № 6601 Волгоград I — Донская, расписание на сайте вокзала Волгоград I.

### Грузоперевозки
- Приём и выдача повагонных отправок грузов, допускаемых к хранению на открытых площадках станций.
- Приём и выдача грузов повагонными и мелкими отправками, загружаемых целыми вагонами, только на подъездных путях и местах необщего пользования.